# Das Eisenbahnunglück
Das Eisenbahnunglück ist eine Novelle von Thomas Mann. Sie erschien erstmals am 6. Januar 1909 in der Neuen Freien Presse, Wien. Die erste Buchveröffentlichung erfolgte im gleichen Jahr in Der kleine Herr Friedemann und andere Novellen (= Fischers Bibliothek zeitgenössischer Romane, Jg. 1, Bd. 6). 1922 wurde Das Eisenbahnunglück in Novellen, Bd. I und 1958 in die Stockholmer Gesamtausgabe der Werke Thomas Manns aufgenommen. Es existieren auch Tonaufnahmen dieser Erzählung, unter anderem von Thomas Mann selbst und von Loriot.

## Inhalt
Der Erzähler, ein Schriftsteller, berichtet von einem Eisenbahnunfall, den er zwei Jahre zuvor miterlebte. Von München aus sei er zu einem Vortrag mit dem Nachtzug nach Dresden gefahren – erster Klasse, denn die Reisekosten seien ihm erstattet worden. Beim Einsteigen fällt ihm unter anderem ein selbstgefälliger Monokelträger mit Gamaschen und trotzig aufgesetztem Schnurrbart auf. Der ist, anders als der Erzähler, „weit entfernt vom Reisefieber, das sieht man klar, für ihn ist etwas so Gewöhnliches wie eine Abreise kein Abenteuer. Er ist zu Hause im Leben und ohne Scheu vor seinen Einrichtungen und Gewalten, er selbst gehört zu diesen Gewalten, mit einem Worte: ein Herr. Ich kann mich nicht satt an ihm sehen.“ Prompt nimmt er sich in einem unbeobachteten Augenblick die Freiheit, seinen Hund, eine hübsche kleine Dogge mit silbernem Halsband und farbig geflochtener Lederleine, verbotenerweise mit ins Schlafwagenabteil zu nehmen. Der Schaffner, ein martialischer Mensch mit gewaltigem Wachtmeisterschnauzbart und unwirsch wachsamem Blick – man „verkehrt nicht gern mit ihm, er ist streng, er ist wohl gar rauh, aber Verlaß, Verlaß ist auf ihn“ – behandelt den Herrn mit großer Unterwürfigkeit. Ein altes Mütterchen jedoch, das „um ein Haar in die zweite Klasse gestiegen wäre“, wird von ihm angeherrscht und grob zurechtgewiesen. (Zu Thomas Manns Zeiten gab es nicht nur Waggons erster und zweiter, sondern auch dritter und vierter Klasse. In letzterer fährt beispielsweise Felix Krull von Frankfurt nach Wiesbaden zur Musterung.)
Der Nachtzug setzt sich in Bewegung. Die meisten Passagiere haben sich zur Ruhe begeben. Der Erzähler liest noch ein wenig in seiner Reiselektüre, dann will auch er sich bettfertig machen, da passiert es: Ein gewaltiger Stoß, ein wildes Schlenkern des Waggons, dann ein Krachen, und der Zug steht. Nach einem Augenblick schockierter Stille bricht Panik aus. Den vorher noch so selbstbewussten Doggenbesitzer hört man um Hilfe schreien, dann „bricht er in seidenem Schlafanzug aus seinem Abteil hervor und steht da mit irren Blicken. ´Großer Gott!´, sagt er. ´Allmächtiger Gott!´ Und um sich gänzlich zu demütigen und so vielleicht seine Vernichtung abzuwenden, sagt er auch noch in bitterem Tone: ´Lieber Gott...´“. Dann greift er zur Selbsthilfe, versucht zunächst die Rettungswerkzeuge im Wagen zu erreichen und springt, als dies nicht gleich gelingt, auf den Bahndamm. Die übrigen Fahrgäste scharen sich hilfesuchend um den Schlafwagenkondukteur. Aber dieser lässt „seine amtliche Sachlichkeit dahinfahren“ und ist genauso fassungslos wie die Reisenden. Schließlich verlassen alle den Schlafwagen und versuchen sich ein Bild der Lage zu machen. Der Zug ist wegen einer falsch gestellten Weiche auf einen haltenden Güterzug aufgefahren. Menschenverluste sind nicht zu beklagen, doch, so heißt es, „die große Schnellzugsmaschine von Maffei in München“ sei „hin und entzwei“ und auch der Gepäckwagen sei zertrümmert, in dem sich auch das unersetzliche Manuskript des Schriftstellers befindet, an dem er bereits seit Jahren arbeitet. (Identifiziert man den Reisenden mit dem Autor Thomas Mann, so handelt es sich hier um das Manuskript des Romans Königliche Hoheit.)
Ein junger Mann, der den Gepäckwagen angeblich gesehen hat, macht Äußerungen, die das Schlimmste befürchten lassen. „Da stand ich“, berichtet der Erzähler. „Ganz für mich allein stand ich in der Nacht zwischen den Schienensträngen und prüfte mein Herz.“ Was würde er tun, wenn seine Niederschrift für immer verloren wäre? Er würde die Arbeit wohl oder übel wieder ganz von vorn anfangen müssen. Nun, da der Reisende sich auf sich selbst besinnt und an einen Neubeginn denkt, fangen auch die offiziellen Stellen wieder an zu funktionieren. Die Feuerwehr trifft ein; es stellt sich heraus, dass alles halb so schlimm und das Manuskript ebenso wenig wie der Gepäckwagen zerstört ist. Die Passagiere können in einem Ersatzzug weiterreisen. Die „Majestät des Unglücks“ hat für eine „tolle Lage“ gesorgt, nämlich für „Kommunismus“, wie der Herr mit der kleinen Dogge beklagt. Die Trennung in Klassen ist vorübergehend aufgehoben. Das alte Mütterchen, in München noch angeherrscht, fährt jetzt wie der Monokelträger in der ersten Klasse. Wohlbehalten wird man mit dreistündiger Verspätung in Dresden ankommen. Nur das Schoßhündchen sitzt, „allen Herrenrechten zuwider, in einem finsteren Verlies gleich hinter der Lokomotive und heult.“

## Form
„Etwas erzählen? Aber ich weiß nichts. Gut, also ich werde etwas erzählen.“ – Bereits diese Einleitung zeigt die Tendenz des Erzählers, seine eigene Rolle herunterzuspielen. Später wird er sich über den als äußerst schmerzlich empfundenen Verlust seines angeblich vernichteten Manuskripts mit Selbstironie hinwegzutrösten versuchen: „Da stand ich. Ganz für mich allein stand ich in der Nacht zwischen den Schienensträngen und prüfte mein Herz. Räumungsarbeiten. Es sollten Räumungsarbeiten mit meinem Manuskript vorgenommen werden. Zerstört also, zerfetzt, zerquetscht wahrscheinlich. Mein Bienenstock, mein Kunstgespinst, mein kluger Fuchsbau, mein Stolz und [sic] Mühsal, das Beste von mir.“ Gleichzeitig dagegen lässt Thomas Mann in seiner Einleitung auch schon die Ironisierung des Obrigkeitsstaates anklingen, die den gesamten Text durchzieht und den eigentlichen Tenor der Geschichte bestimmt: „Eine Kunst- und Virtuosenfahrt also, wie ich sie von Zeit zu Zeit nicht ungern unternehme. Man repräsentiert, man tritt auf, man zeigt sich der jauchzenden Menge; man ist nicht umsonst ein Untertan Wilhelms II.“
Schon vor der Abfahrt geraten einige typische Vertreter dieses wilhelminischen Deutschlands ins Visier. Dazu zählt neben dem sogenannten „Herrn“ mit Hund vor allem die Person des Schaffners, wie sich sofort zeigt, als diese Personifikation des Staates, eine alte Frau anherrscht, die „um ein Haar in die zweite Klasse gestiegen wäre.“ Und nachdem das Unglück geschehen ist, sieht sich nicht nur der Erzähler geschlagen. Auch „Vater Staat“ und seine Repräsentanten sind auf dem Tiefpunkt: „Ein Beamter läuft ohne Mütze den Zug entlang [...] und wild und weinerlich erteilt er Befehle an die Passagiere, um sie in Zucht zu halten [...] Aber niemand achtet sein, da er ohne Mütze und Haltung ist.“ Und der unwirsche Schaffner jammert ebenfalls selbstmitleidig vor sich hin. „Er hinkt gebückt, die eine Hand auf sein Knie gestützt, und kümmert sich um nichts als um dieses sein Knie.“
Auch dort, wo die Staatsbeamten Positives leisten, bleibt das Lob nicht ohne Ironie. Der Zugführer hatte „sich brav benommen“ und großem Unglücke vorgebeugt, indem er im letzten Augenblick die Notbremse gezogen hatte: „Preiswürd’ger Zugführer!“
Als man endlich in den Ersatzzug umsteigen darf, heißt es, die „Majestät des Unglücks“ habe für einen „großen Ausgleich“ gesorgt, nämlich für „Kommunismus“, wie der Herr mit dem Hund beklagt. Die Trennung in Klassen ist vorübergehend aufgehoben.
In leichtem und ironischem Ton erzählt Thomas Mann von dieser „Entgleisung“, die den Staat Wilhelms II. kurzfristig sein Gesicht gekostet hat. Am Schluss nimmt der Erzähler den schnurrigen, gespielt unprofessionellen Ton der Einleitung wieder auf: „Ja, das war das Eisenbahnunglück, das ich erlebte. Einmal musste es ja wohl sein. Und obgleich die Logiker Einwände machen, glaube ich nun doch gute Chancen zu haben, dass mir so bald nicht wieder dergleichen begegnet.“

## Hintergrund
Die Erzählung basiert auf einer wahren Begebenheit. Thomas Mann hatte den Eisenbahnunfall von Regenstauf am 1. Mai 1906 als Fahrgast miterlebt. Ein weiteres Eisenbahnunglück ist ihm, ganz wie am Schluss prophezeit, erspart geblieben. Doch die Auflösung der wilhelminischen Ordnung am Vorabend des Ersten Weltkriegs schilderte er wenige Jahre später in Der Zauberberg. Angst vor dem Verlust von Manuskripten durchlebte Thomas Mann 1933 noch ein zweites Mal infolge der abrupten Emigration. Seine Tagebücher und andere Manuskripte waren in München geblieben. Golo Mann hat sie aber dann doch noch ins Schweizer Exil schicken können.